# Dyskografia Too Shorta
Artykuł przedstawia dyskografię amerykańskiego rapera Too Shorta. Wydał on 16 solowych albumów, najnowszy No Trespassing zostanie wydany 28 lutego 2012 roku. Dotąd ukazały się 3 niezależne albumy i 4 kompilacje. W celu promocji płyt, Short wydał łącznie 24 single. Wystąpił na ponad 100 albumach różnych wykonawców.

## Albumy

### Studyjne
| Rok  | Album                                                                         | Najwyższa pozycja | Najwyższa pozycja | Certyfikacje     |
| Rok  | Album                                                                         | U.S.              | U.S. R&B          | Certyfikacje     |
| ---- | ----------------------------------------------------------------------------- | ----------------- | ----------------- | ---------------- |
| 1987 | Born to Mack - Data wydania: 20 lipca 1987 - Wydawca: Jive                    | –                 | 50                | - US: złoto      |
| 1988 | Life Is...Too $hort - Data wydania: 31 stycznia 1988 - Wydawca: Jive          | 37                | 9                 | - US: 2x platyna |
| 1990 | Short Dog’s in the House - Data wydania: 1 sierpnia 1990 - Wydawca: Jive      | 20                | 3                 | - US: platyna    |
| 1992 | Shorty the Pimp - Data wydania: 14 lipca 1992 - Wydawca: Jive                 | 6                 | 11                | - US: platyna    |
| 1993 | Get in Where You Fit In - Data wydania: 23 października, 1993 - Wydawca: Jive | 4                 | 1                 | - US: platyna    |
| 1995 | Cocktails - Data wydania: 24 stycznia 1995 - Wydawca: Jive                    | 6                 | 1                 | - US: platyna    |
| 1996 | Gettin’ It (Album Number Ten) - Data wydania: 18 czerwca 1996 - Wydawca: Jive | 3                 | 1                 | - US: platyna    |
| 1999 | Can’t Stay Away - Data wydania: 13 lipca 1999 - Wydawca: Jive                 | 5                 | 1                 | - US: złoto      |
| 2000 | You Nasty - Data wydania: 12 września 2000 - Wydawca: Jive                    | 12                | 4                 | - US: złoto      |
| 2001 | Chase the Cat - Data wydania: 20 listopada 2001 - Wydawca: Jive               | 71                | 14                |                  |
| 2002 | What’s My Favorite Word? - Data wydania: 10 września 2002 - Wydawca: Jive     | 38                | 8                 |                  |
| 2003 | Married to the Game - Data wydania: 23 października 2003 - Wydawca: Jive      | 49                | 17                |                  |
| 2006 | Blow the Whistle - Data wydania: 29 sierpnia 2006 - Wydawca: Jive             | 14                | 7                 |                  |
| 2007 | Get off the Stage - Data wydania: 4 grudnia 2007 - Wydawca: Jive              | 45                | 21                |                  |
| 2010 | Still Blowin’ - Data wydania: 6 kwietnia 2010 - Wydawca: Dangerous            | –                 | 70                |                  |
| 2010 | Respect the Pimpin’ - Data wydania: 14 grudnia 2010 - Wydawca: Up All Night   | –                 | –                 |                  |
| 2012 | No Trespassing - Data wydania: 28 lutego 2012 - Wydawca: Dangerous Music      | TBR               | TBR               |                  |

### Niezależne
| Rok  | Album                                                            |
| ---- | ---------------------------------------------------------------- |
| 1983 | Don’t Stop Rappin’ - Data wydania: 1983 - Wydawca: 75 Girls      |
| 1985 | Players - Data wydania: 1985 - Wydawca: 75 Girls                 |
| 1986 | Raw, Uncut, and X-Rated - Data wydania: 1986 - Wydawca: 75 Girls |

### Kompilacje
| Rok  | Album                                                                            | Najwyższa pozycja | Najwyższa pozycja | Certyfikacje |
| Rok  | Album                                                                            | U.S.              | U.S. R&B          | Certyfikacje |
| ---- | -------------------------------------------------------------------------------- | ----------------- | ----------------- | ------------ |
| 1993 | Greatest Hits - Data wydania: 4 czerwca, 1996 - Wydawca: Jive                    | –                 | –                 |              |
| 1995 | Don’t Try This At Home - Data wydania: 17 czerwca, 1997 - Wydawca: Jive          | 191               | 23                |              |
| 1998 | Nationwide: Independence Day - Data wydania: 28 września, 1999 - Wydawca: Uptown | 38                | 7                 | US: złoto    |
| 2006 | The Mack of the Century - Data wydania: 28 listopada, 2006 - Wydawca: Jive       |                   | 47                |              |

## Single

### Solowe
| Rok                | Tytuł                                                                         | Najwyższa pozycja | Najwyższa pozycja | Najwyższa pozycja | Album                         |
| Rok                | Tytuł                                                                         | U.S.              | U.S. R&B          | U.S. Rap          | Album                         |
| ------------------ | ----------------------------------------------------------------------------- | ----------------- | ----------------- | ----------------- | ----------------------------- |
| 1988               | „Freaky Tales”                                                                | —                 | —                 | —                 | Born to Mack                  |
| 1989               | „Life Is...Too Short”                                                         | —                 | 43                | 27                | Life Is...Too Short           |
| „City of Dope”     | —                                                                             | —                 | —                 |                   | Life Is...Too Short           |
| „I Ain’t Trippin’” | —                                                                             | —                 | —                 |                   | Life Is...Too Short           |
| 1990               | „The Ghetto”                                                                  | 42                | 12                | 3                 | Short Dog’s in the House      |
| 1990               | „Short But Funky”                                                             | —                 | 36                | 14                | Short Dog’s in the House      |
| 1992               | „I Want to Be Free (That’s the Truth)”                                        | —                 | 41                | 5                 | Shorty the Pimp               |
| 1992               | „In the Trunk”                                                                | —                 | 111               | 23                | Shorty the Pimp               |
| 1993               | „I'm a Player”                                                                | 85                | 39                | 17                | Get in Where You Fit In       |
| 1993               | „Money In The Ghetto”                                                         | 90                | 64                | 14                | Get in Where You Fit In       |
| 1995               | „Cocktails”                                                                   | 69                | 43                | 3                 | Cocktails                     |
| 1995               | „Paystyle”                                                                    | —                 | 112               | 29                | Cocktails                     |
| 1996               | „Gettin' It” (featuring Parliament Funkadelic)                                | 68                | 49                | 9                 | Gettin’ It (Album Number Ten) |
| 1997               | „Call Me” (featuring Lil’ Kim)                                                | 90                | 41                | —                 | Booty Call                    |
| 1998               | „More Freaky Tales”                                                           | —                 | 50                | 3                 | Can’t Stay Away               |
| 1998               | „Independence Day” (featuring Keith Murray)                                   | —                 | 91                | —                 | Nationwide: Independence Day  |
| 1998               | „Invasion of the Flat Booty Bitches”                                          | 51                | 41                | 4                 | Can’t Stay Away               |
| 1999               | „It's About That Money” (featuring Puff Daddy)                                | —                 | 104               | —                 | Can’t Stay Away               |
| 2000               | „2 Bitches”                                                                   | —                 | 54                | 2                 | You Nasty                     |
| 2000               | „You Nasty”                                                                   | —                 | 69                | 6                 | You Nasty                     |
| 2001               | „I Luv”                                                                       | —                 | —                 | —                 | Chase the Cat                 |
| 2002               | „Quit Hatin' Pt. 1” (featuring Twista, V-White, Lil Jon & The East Side Boyz) | —                 | —                 | —                 | What’s My Favorite Word?      |
| 2003               | „Choosin” (featuring Jazze Pha and Jagged Edge)                               | —                 | 61                | —                 | Married to the Game           |
| 2003               | „Shake That Monkey” (featuring Lil Jon & the East Side Boyz)                  | 84                | 56                | 23                | Married to the Game           |
| 2006               | „Blow the Whistle”                                                            | 55                | 31                | 25                | Blow the Whistle              |
| 2006               | „Keep Bouncin'” (featuring Snoop Dogg and will.i.am)                          | —                 | 93                | —                 | Blow the Whistle              |
| 2008               | „This My One” (featuring E-40)                                                | —                 | —                 | —                 | Get off the Stage             |
| 2010               | „Bitch I'm a Pimp”                                                            | —                 | —                 | —                 | Respect the Pimpin’           |
| 2012               | „Money on the Floor” (featuring E-40)                                         | —                 | —                 | —                 | No Trespassing'               |

### Gościnnie
| Rok  | Tytuł                                                                                              | Najwyższa pozycja | Najwyższa pozycja | Najwyższa pozycja | Album            |
| Rok  | Tytuł                                                                                              | U.S.              | U.S. R&B          | U.S. Rap          | Album            |
| ---- | -------------------------------------------------------------------------------------------------- | ----------------- | ----------------- | ----------------- | ---------------- |
| 1996 | „Rapper's Ball” (E-40 featuring Too Short and K-Ci)                                                | —                 | 40                | —                 | Tha Hall of Game |
| 1997 | „Game Over” (Scarface featuring Dr. Dre, Ice Cube, and Too Short)                                  | —                 | 73                | —                 | The Untouchable  |
| 1998 | „Sex Faces” (Scarface featuring Too Short, Tela, and Devin the Dude)                               | —                 | 73                | —                 | My Homies        |
| 1999 | „Player's Holiday” (T.W.D.Y. featuring Too Short)                                                  | —                 | 38                | 5                 | Derty Werk       |
| 1999 | „Pimpin' Ain’t No Illusion” (UGK featuring Kool Ace and Too Short)                                 | 47                | 19                | 6                 | Dirty Money      |
| 2001 | „Bia' Bia'” (Lil Jon & the East Side Boyz featuring Ludacris, Too Short, Big Kap, and Chyna Whyte) | 94                | 47                | —                 | Put Yo Hood Up   |
| 2006 | „Bossy” (Kelis featuring Too Short)                                                                | 16                | 11                | —                 | Kelis Was Here   |
| 2008 | „Something About This Girl” (Legacy featuring Too Short and Virginia Ashby)                        | 22                | 102               | —                 | The Trinity      |
| 2011 | „On My Level” (Wiz Khalifa featuring Too Short)                                                    | 52                | 16                | 10                | Rolling Papers   |